# Soddì
Soddì – miejscowość i gmina we Włoszech, w regionie Sardynia, w prowincji Oristano.
Według danych na rok 2004 gminę zamieszkiwały 142 osoby, 28,4 os./km². Graniczy z Aidomaggiore, Boroneddu i Ghilarza.